# Marquesia
Marquesia es un género   de plantas angiospermas perteneciente a la familia Dipterocarpaceae.  Comprende 4 especies descritas y de estas, solo 2 aceptadas.

## Taxonomía
El género fue descrito por Ernest Friedrich Gilg y publicado en Botanische Jahrbücher für Systematik, Pflanzengeschichte und Pflanzengeographie 40: 485. 1908. La especie tipo es: Marquesia macroura Gilg

## Especies aceptadas
Las especies aceptadas hasta febrero de 2014 son las siguientes (nombre binomial y autor, abreviado según las convenciones y usos):
- Marquesia acuminata (Gilg) R.E.Fr.
- Marquesia macroura Gilg